# Personaggi di Walker Texas Ranger
Questa voce contiene un elenco dei personaggi della serie televisiva Walker Texas Ranger.

## Personaggi principali

### Cordell Walker
Cordell Walker (stagioni 1-9), interpretato da Chuck Norris, è uno dei più abili Texas Ranger di Dallas. È dotato di una grande abilità nelle arti marziali, che sfrutta quasi sempre per arrestare i criminali. Nonostante la durezza che dimostra nel suo lavoro, ha un grande cuore, ed è una persona molto gentile ed aperta; aiuta e si mette a completa disponibilità delle persone che molte volte gli chiedono aiuto perché hanno problemi, a volte anche seri. Ha origini cherokee e irlandesi. All'età di 12 anni, mentre si trovava al luna park coi suoi genitori, questi sono stati uccisi da un folle ubriaco, che in seguito Walker arresterà nella quarta stagione. Cordell venne affidato allo zio paterno Raymond. Il suo migliore amico e collega è James Trivette, nonostante inizialmente faccia fatica a trovarsi d'accordo sul suo uso di tecnologie. Altro suo amico è C.D. Parker, suo collega in molte missioni, e ora ranger in pensione. Inoltre frequenta il procuratore Alex Cahill, con la quale si fidanzerà nella quarta stagione e che sposerà nell'ottava. Nell'ultima puntata i due avranno una figlia, Angela. Nel film TV tratto dalla serie, scopriamo che da un po' di tempo è stato promosso al ruolo di capitano.

### James Trivette
James Trivette (stagioni 1-9), interpretato da Clarence Gilyard Jr., è il collega di Walker. Porta il nome del padre e quindi tutti lo chiamano "Jimmy". Il padre morì quando era piccolo e, insieme al fratello maggiore Simon, fu cresciuto dalla madre Rosa. In passato è stato un giocatore di football americano, mentre dopo è diventato un Texas Ranger. Diviene il collega di Walker nel primo episodio, tuttavia deve faticare per guadagnarsi la sua stima. In seguito però diventano ottimi amici. È molto esperto di computer, ed è anche lui molto abile nei combattimenti, secondo solo a Walker. Con C.D. Parker è grande amico, i due spesso hanno delle discussioni ironiche e Trivette sarà in particolare lui che soffrirà di più alla morte dell'anziano. In molti episodi viene salvato da Walker, mentre in altri è protagonista assoluto della puntata. Nell'ultimo episodio annuncia di sposarsi con la sua ex fidanzata Erika Carter.

### Alex Cahill
Alex Cahill (stagioni 1-9), interpretata da Sheree J. Wilson, è un vice-procuratore distrettuale. Lavora nello stesso dipartimento dei Texas Ranger, e quasi sempre collabora con Walker e Trivette. È una donna molto gentile e aperta, disponibile con tutti, soprattutto con le donne colpite da violenza. Oltre che per i diritti delle donne, si occupa di minori in difficoltà, per i quali fonda un centro sociale che chiamato H.O.P.E. Ha avuto diversi scontri con il padre, Gordon, in quanto questo ha abbandonato la madre e lei ed in seguito ha avuto problemi di alcolismo. Nel corso degli episodi però i due si riconciliano e tornano ad essere una famiglia. Inizialmente è solo un'amica per Walker, collaborando sempre con lui, poi i due si fidanzano ed in seguito si sposano, per poi diventare genitori. Viene spesso rapita da criminali che vogliono vendicarsi di Walker, o di lei, ma viene sempre salvata all'ultimo minuto da Cordell e Jimmy Trivette. Alla fine del film-TV tratto dalla serie, Alex viene accidentalmente uccisa da un rapinatore durante una sparatoria con i Texas Ranger.

### C.D. Parker
C.D. Parker (stagioni 1-8), interpretato da Gailard Sartain (1) e da Noble Willingham (2-8), è un Texas Ranger in pensione, ora gestore di un bar in stile texano. È un personaggio ricorrente nella serie essendo un grande amico di tutti, e dà spesso consigli a Walker e Trivette su come risolvere dei casi difficili. È solito raccontare, come un anziano, le sue vecchie esperienze quando era ancora in servizio, e molto spesso pur essendo in pensione partecipa a delle missioni insieme a Walker e Trivette. Nell'episodio 4 dell'ottava stagione, C.D. muore in apparenza per un infarto. Si scoprirà nell'ultimo episodio che in realtà è stato avvelenato da Emil Lavocat, nemico principale di Walker, che quest'ultimo ucciderà nell'ultima puntata. Senza l'autopsia, infatti, la sua morte poteva sembrare un attacco di cuore.

### Francis Gage
Francis Gage (stagioni 8-9), interpretato da Judson Mills. È un giovane Texas Ranger che si unisce alla squadra di Walker nell'ottava stagione, insieme alla collega Sydney Cooke. È molto abile nei combattimenti, e grazie alla sua agilità e alla giovane età è in grado di raggiungere e superare molte difficoltà che gli si presentano durante le missioni. Tra lui e Sydney c'è molta affinità ma i due non arriveranno mai ad una dichiarazione vera e propria. Nel film-TV tratto dalla serie scopriamo che è diventato il secondo di Walker.

### Sydney Cooke
Sydney Cooke (stagioni 8-9), interpretata da Nia Peeples. È una giovane Texas Ranger, anche lei si unisce nella squadra nell'ottava stagione. È molto abile nei combattimenti, perfino più di Gage, ed ha una grande padronanza delle armi. È spesso sul punto di dichiararsi con Gage, ma tra i due non ci sarà mai una dichiarazione. Non compare nel film-TV tratto dalla serie.

## Personaggi secondari

### Trent Malloy
Trent Malloy (stagioni 5-7), interpretato da James Wlcek. È un giovane capitano dell'esercito, in seguito ritiratosi dopo la morte del padre, un pastore protestante, per stare accanto alla famiglia (composta dalla madre, i due fratelli e la sorella minori) in un momento difficile. A causa di un incidente da bambino, in cui uccise accidentalmente un suo amico durante un litigio per giocare con una pistola, rifiuta l'uso delle armi e si difende utilizzando soltanto le arti marziali, di cui è un grande esperto (Walker lo considera uno dei migliori). È il protagonista dello spin-off della serie, in cui lui e il collega Carlos fondano un'agenzia di investigazione.

### Carlos Sandoval
Carlos Sandoval (stagioni 5-7), interpretato da Marco Sanchez. È un detective della polizia di Dallas, ed il migliore amico di Trent. È spesso spaventato da alcune missioni, a causa anche della sua paura dell'altezza, ed in molti episodi incontra criminali che vogliono vendicarsi di lui. Suo fratello maggiore Hector è stato ucciso da uno spacciatore quando era piccolo. È il coprotagonista dello spin-off della serie. Dopo che la sua collega è stata uccisa da un serial killer, deciderà insieme a Trent di diventare un investigatore privato.

### Raymond Firewalker
Raymond Firewalker (stagioni 1-2), interpretato da Floyd 'Red Crow' Westerman. È lo zio paterno di Walker, adottandolo dopo la morte dei suoi genitori. Ray gli insegna tutto ciò che gli servirà per sopravvivere, ed infatti molte conoscenze di Walker sono derivate dai consigli e dagli insegnamenti dello zio. Esce di scena alla fine della seconda stagione, perché muore di vecchiaia come confermato da Walker in una scena della quarta stagione.

### Aquila Bianca
Aquila Bianca (stagioni 4-8), interpretato da Frank Salsedo. È un indiano capo di una tribù, che spesso funge da guida spirituale a Walker. 

### Gordon Cahill
Gordon Cahill (stagioni 5;8), interpretato da Rod Taylor. È il padre di Alex, come lei è un avvocato. Ha abbandonato lei e la madre ed in seguito è diventato un alcolizzato. Nella quinta stagione nelle sue prime apparizioni si riconcilia con la figlia, che lo aiuterà ad uscire dall'alcool. In seguito viene ferito qualche giorno prima del matrimonio di Alex e Walker, ma riesce comunque ad accompagnare la figlia all'altare.

### Charlie Brooks
Charlie Brooks (stagioni 5-6), interpretato da Terry Kiser. È un ex criminale, goffo, che compare in alcuni episodi per aiutare Walker e Trivette, in alcune loro missioni.

### Jesse Rodriguez
Jesse Rodriguez (stagioni 3-4) interprerato da Efrain Figueroa. È uno dei migliori agenti federali del Messico. Compare negli ultimi due episodi della terza serie dove è addetto alla protezione del colonnello Mendoza, politico messicano, mentre nella quarta stagione aiuta Walker in una missione in incognito fingendosi un immigrato clandestino.

### Wade Harper
Wade Harper, (stagioni 8-9), interpretato da Robert Fuller. È uno dei migliori ranger di sempre, e compare in alcuni episodi verso la fine della serie. Nell'ultimo episodio viene ucciso insieme alla moglie in casa sua, da Robert Chastain, su ordine di Emil Lavocat.

### Vincent Rosetti
Vincent Rosetti (stagione 9), interpretato da Peter Onorati. È un sergente di New York, che si unisce alla squadra di Walker per combattere il presidente. In particolare lavora con Trivette. In seguito, dopo che la squadra avrà sconfitto il presidente, tornerà a New York.

### Robert Mobley
Robert Mobley (primo episodio della serie), interpretato da Steven Ruge. È inizialmente il collega di Walker. Dei rapinatori (capitanati da Orson Wade in realtà Emil Lavocat), fanno irruzione in una banca; casualmente Mobley si trova nei pressi della banca e, lanciato l'allarme, si dirige lì. Dopo aver sparato ad un rapinatore, esce dalla banca un finto signore cieco (che si scoprirà poi essere il loro capo) che fa abbassare la guardia al ranger e lui ne approfitta per sparargli e ucciderlo. Giorni dopo la morte di Mobley, Walker promette di vendicarlo. Il suo posto verrà poi preso da Trivette.

## Antagonisti

### Emil Lavocat
Emil Lavocat (stagioni 1;9), interpretato da Marshall R. Teague. È il primo nemico della serie, ed anche l'ultimo negli ultimi due episodi, quindi può essere considerato il nemico principale di tutta la serie, essendo la chiave di alcuni avvenimenti determinanti come la morte del primo collega di Walker, e quindi la sua sostituzione con James Trivette, e l'omicidio nella nona stagione di C.D. Parker.
Il suo nome nel primo episodio è Orson Wade. È un ex agente della CIA, ora capo di una vasta banda di rapinatori, che ha seguaci in tutta l'America, tutti abilissimi nella truffa e mai scoperti o arrestati dalla polizia. Emil con la sua banda rapinano numerose banche di Dallas, nelle quali Lavocat quasi sempre finge di essere un uomo cieco che si trova per caso in banca durante la rapina. L'ultimo loro colpo è alla Multinational Bank di Dallas, che riesce ma i criminali si trovano poi inchiodati dal ranger Robert Mobley, il primo collega di Walker, e Lavocat è costretto ad ucciderlo. Walker inizia così ad indagare sulla banda e su dove sarà il prossimo colpo. Lavocat infatti ha in mente un piano incredibile: rapinare quattro delle più ricche banche di Dallas in un colpo solo e così comincia a reclutare il maggior numero di uomini possibile, offrendo una possibilità a chiunque si offra volontario. I seguaci di Lavocat aumentano sempre di più, grazie anche dall'aiuto di un potente avvocato corrotto suo amico, Cliff Garret, che gli porta i migliori pretendenti del Messico. Walker capisce qual è il piano del criminale, ma il capitano Price è invece convinto che i criminali assalteranno una sola banca. Così arrivato il giorno del colpo tutti i ranger si dirigono a quella banca, e Lavocat comincia la sua folle opera. Walker però rimane convinto della sua decisione e da solo riesce a sopraffare pian piano tutti i rapinatori. Lavocat allora innesca una bomba potentissima in un camion dove si trova il ranger, ma grazie all'aiuto dei colleghi, accortisi dell'inganno di Lavocat, riesce a salvarsi. Tenta allora di far uccidere il suo amico C. D. Parker, da Garrett, ma quest'ultimo viene arrestato insieme al resto della banda. Costretto a fuggire, Lavocat viene raggiunto da Walker contro il quale però non riesce a combattere alla pari, e così viene sconfitto e arrestato. Dopo questo fatto, l'esercito di terrore di Lavocat si sgretola. Nei mesi successivi infatti i seguaci sopravvissuti e quelli che erano riusciti a fuggire all'arresto dandosi alla latitanza, vengono tutti assicurati alla giustizia.
Per quattro anni Lavocat viene rinchiuso in un manicomio criminale. Tuttavia, verso la fine del 1997, il criminale inscena la sua morte, fingendo di essersi dato fuoco, e viene così creduto morto dai ranger. Comincia a programmare la sua vendetta nei confronti di tutti i ranger che lo arrestarono. Nei successivi quattro anni il criminale diventa un latitante e si rifugia nei bassifondi dell'Albania cominciando a reclutare un nuovo esercito di soldati mercenari. Il criminale intende eliminare i ranger del gruppo B, che sono 11 in totale, tra cui ci sono Walker, Trivette, C.D., il ranger Wade Harper, ed altri ranger, ovvero tutti quelli che arrestarono lui e la sua banda nel 1993, in modo quindi di eliminare i membri di spicco del corpo dei Texas Rangers. Appena raggiunto un numero considerevole di mercenari per il suo nuovo esercito, nel 2001 il criminale fa ritorno in America. Nell'episodio "L'angelo vendicatore" della nona stagione, i ranger ricevono la notizia della morte di C.D., causata da un infarto. In realtà si scoprirà dopo che è stato proprio Lavocat ad avvelenare C.D., facendolo passare per un infarto come principio della sua opera di distruzione.
Ritorna in carne ed ossa negli ultimi due episodi della serie Scontro finale. Innanzitutto libera quattro dei suoi uomini migliori al tempo dell'arresto nel primo episodio, Robert Chastain, Frank Dollarhide, Jonas Greves e Mike Shiltz, uccidendo tutte le guardie della prigione dove erano rinchiusi. Portatili al suo covo Lavocat spiega ai quattro il suo piano, e insieme ad altri uomini riformano la banda per uccidere i ranger. Gradualmente il criminale e la sua banda compiono una strage: Lavocat uccide il secondo ranger dopo C.D., mentre Chastain e Greves attaccano la casa del ranger Wade Harper, uccidendo lui e sua moglie. Inoltre Dollarhide fa scoppiare una bomba nella macchina di Trivette, che tuttavia riesce miracolosamente a sopravvivere. Il loro piano va però in fumo quando Dollarhide, allontanatosi dalla base, viene avvistato dai ranger, e senza rendersene conto li porta al suo covo. Inizia così la battaglia fra la banda di Lavocat e i ranger. Questi ultimi uccidono tutta la sua banda, mentre il criminale e Walker si ritrovano nuovamente faccia a faccia in un combattimento senza sosta, nel quale stavolta entrambi sembrano alla pari. Durante lo scontro entrambi cadono da una finestra. Sopravvissuti alla caduta, Walker riesce ad innescare una delle bombe che Lavocat aveva nella sua cintura, facendolo saltare in aria con la sua macchina.
Oltre al ruolo di Emil Lavocat, l'attore Marshall R. Teague torna ad interpretare altri ruoli all'interno della serie, tra cui: Moon (l'antenato di Emil Lavocat) negli ultimi 2 episodi della serie, Randy Shrader nell'episodio Nome in codice: Dragonfly ed un ricco criminale che mette la taglia su Walker nell'episodio La taglia.

### Victor LaRue
Victor LaRue (stagioni 3-5), interpretato da Wayne Père. È un criminale che appare nella terza stagione nella quale rapisce un importante uomo d'affari per chiedere un grande riscatto alla sua famiglia, e altre persone tra cui Alex. Walker e Trivette riescono a sventare il suo piano. In seguito ritorna nella quarta stagione dove, per un vizio di procedura, torna in libertà e comincia a perseguitare Alex ossessionandosi a lei. Tenta anche di rapirla e di uccidere Walker, ma i suoi piani vengono nuovamente sventati dal ranger di un soffio. Torna nuovamente nella quinta stagione quando riesce a prendere il controllo dell'aula dove si sta svolgendo il suo processo, prendendo in ostaggio tutti i presenti tra cui Alex e Trivette. Tortura nuovamente Alex, ma questa volta Walker, che si trovava in un'altra città per un'indagine, penetra nell'aula e lo uccide con due colpi di pistola.

### Caleb Hooks
Caleb Hooks (stagioni 4;7), interpretato da Michael Parks. È un trafficante di armi che tenta di vendicarsi di Walker perché gli ha ucciso il fratello. Viene ucciso da Walker nella settima stagione, dopo che ha tentato di uccidere Trivette e Alex facendoli affogare.

### Il Presidente
Nolan Pierce detto il Presidente (stagione 9), interpretato da Michael Ironside. È un criminale che, grazie all'aiuto di un formidabile hacker, penetrato negli archivi dell'F.B.I., riesce ad eliminare tutti gli agenti infiltrati nelle famiglie mafiose, le quali accettano questo accordo in cambio di un ricco pagamento al Presidente. Per risolvere questa situazione, a Walker viene affidata una squadra speciale formata da più agenti. È uno dei criminali più abili della serie, poiché riesce a rendere difficile il compito a Walker e alla sua squadra. Prende in ostaggio Alex, e Walker si dirige subito nel luogo dove è stata rapita, ma proprio lì ci sarà il Presidente. Il Presidente dice a Walker che ha piazzato una bomba che esploderà entro 5 minuti. Sicuro di vincere, il Presidente abbassa la guardia e Walker ne approfitta per combattere. Alla fine, Walker sconfiggerà il Presidente, libererà Alex e riusciranno a salvarsi; mentre il Presidente cercherà di disattivare la bomba con un telecomando ma è troppo tardi e la bomba esplode, uccidendolo.

### Philip Brouchard
Philip Brouchard (stagione 3): è un astutissimo killer definito da Walker come "l'uomo più pericoloso che abbia mai conosciuto". Appare nell'episodio finale della terza stagione, durante il quale cerca di uccidere Raphael Mendoza, uno scomodo politico messicano. Walker capisce subito che tra lui e Brouchard ci sono molte similitudini, acuite anche da numerose abilità in comune: entrambi dotate di un particolare sesto senso, entrambi abili nell'uso di qualunque arma di fuoco o nel dileguarsi rapidamente, entrambi ottimi combattenti. Proprio queste caratteristiche comuni porteranno Walker quasi ad essere ossessionato dalla figura di Brouchard, forse a causa del fatto che per la prima volta il ranger ha trovato un avversario alla sua altezza, generandogli anche paura. Il tutto viene fuori durante la battaglia tra Walker e gli uomini del killer, in cui spesso i due si provocano via radio e cercano di anticiparsi a vicenda. Nel faccia a faccia finale interessante come Brouchard darà molto filo da torcere al ranger, quest'ultimo protagonista forse del suo scontro più difficile, ma alla fine Walker riuscirà a sopraffarlo e ad arrestarlo.

### Randy Shrader
Randy Shrader (stagione 5): compare nell'episodio Nome in codice: Dragonfly quando Walker rivela che Shrader fu uno dei responsabili della morte di alcuni soldati durante la guerra in Vietnam, poiché li tradì fuggendo su un elicottero con tutte le provviste necessarie: Walker fu il solo a salvarsi, e da allora ha sempre sedimentato una sete di vendetta verso Shrader, che si compirà nello scontro tra i due, in cui alla fine il ranger ucciderà Shrader accoltellandolo.

### Vince Pike
Vince Pike (stagione 5): compare nell'episodio Furia cieca ed è anch'egli legato al passato di Walker: infatti Pike anni prima uccise Ellen, la futura sposa del ranger, in un attentato destinato a lui, per poi venire condannato a 40 anni di carcere. Corrompendo i giudici, uscirà dopo appena dieci anni ma Walker, benché preso da rabbia e rimorsi per tutto l'episodio, deciderà di non uccidere Pike ma di consegnarlo alla giustizia e di sfogarsi infine con Alex.